# جيوفاني فرانكن
جيوفاني فرانكن (بالهولندية: Giovanni Franken)‏ هو لاعب كرة قدم ومدرب كرة قدم هولندي في مركز الوسط، ولد في 14 نوفمبر 1977 في روتردام في هولندا. شارك مع منتخب جزر الأنتيل الهولندية لكرة القدم. أما مع النوادي، فقد لعب مع آر كي سي فالفيك وفاينورد ونادي دوردريخت.

## وصلات خارجية
- جيوفاني فرانكن على موقع الاتحاد الدولي (مؤرشف)  (الإنجليزية)
- جيوفاني فرانكن على موقع قاعدة بيانات كرة القدم.إي يو (الإنجليزية)
- جيوفاني فرانكن على موقع ناشيونال فوتبول تيمز (الإنجليزية)
- جيوفاني فرانكن على موقع Soccerway.com (الإنجليزية)